# Meher Afroz Chumki
Meher Afroz Chumki (en bengali : মেহের আফরোজ চুমকি), née le 1er novembre 1959 dans le district de Gazipur au Pakistan oriental, est une femme politique bangladaise, membre de la Ligue Awami. Elle est la ministre des Femmes et de l'Enfance (en) depuis le 12 janvier 2014 au sein du gouvernement Sheikh Hasina.

## Biographie et carrière
Chumki est la fille de Mayejuddin Ahmad[Qui ?]. Elle est diplômée de botanique de l'université de Dacca. Elle a été secrétaire-adjointe du sous-comité de la ligue Awami et a été présidente d'une association de planning familial au Bengladesh. Elle a siégé dans plusieurs organisations, notamment le conseil de l'université de médecine Bangabandhu Sheikh Mujib (BSMMU) et le conseil de la National University.
De 1996 à 2001, elle détient un siège réservé aux femmes au Parlement national. Elle représente alors la circonscription Gazipur-5 (en). Elle est réélue au parlement en 2009 et devient ministre des Femmes et de l'Enfance le 12 janvier 2014.
En septembre 2015, elle fait partie des onze Bangladaises récompensées par les Anannya Top Ten Awards (en) 2014, pour leurs apports dans des différents domaines.